# ペノブスコット遠征
ペノブスコット遠征（ペノブスコットえんせい、英: Penobscot Expedition）は、アメリカ独立戦争の1779年7月24日から8月12日まで、当時イギリス軍に占領されていたメイン地区を取り返すために派遣されたアメリカ海軍の遠征である。この戦争ではアメリカ海軍最大の遠征であり、最大の敗北となった。戦闘は現在のメイン州カスティーンの陸上と海上で行われた。
1779年6月、イギリス陸軍部隊がペノブスコット湾のマジャビッグワデュース半島の砦を中心とする一連の砦を建設した。その目的はそこの海岸部に軍隊の基地を設立し、ニューアイルランドとよぶ新しい植民地を建設することだった。これに反応したマサチューセッツ湾植民地は大陸会議から幾らかの支援を得て、イギリス軍を追い出すための遠征隊を編成した。
アメリカ軍は7月下旬に部隊を上陸させ、イギリス軍の砦に包囲戦を布こうとしたが、遠征の指揮官であるダドリー・ソルトンストールとソロモン・ラベルの間に指揮について意見の不一致があり、うまくいかなかった。8月13日にイギリス海軍ジョージ・コリアの指揮する艦隊が現れ、アメリカ艦隊はペノブスコット川で全艦自壊するという悲惨な結末になった。遠征隊の生き残った者達は、食料や装備も乏しいまま、マサチューセッツの人家がある所まで陸路退却を余儀なくされた。

## 背景
イギリス軍は1777年8月にメインのマチャイアスを襲った後、10月にジョン・バーゴイン将軍がサラトガ方面作戦で大きな失敗を犯した。イギリス軍の作戦本部は反乱の起きているニューイングランドの支配を取り戻すために別の道を探ったが、1778年末からは南部の植民地に北アメリカイギリス軍の主力を向けるようになっていた。戦争遂行を任された植民地担当大臣のジョージ・ジャーメインと、その政務次官であるウィリアム・ノックスは、当時マサチューセッツ湾植民地の一部だったメイン地区海岸に拠点を設立することを望み、それでノバスコシアの船舶や町を、アメリカの私掠船や襲撃者から守るために使うことができると考えた。
1777年のマチャイアスに対するジョージ・コリアの遠征で水先案内を務めたロイヤリスト、ジョン・ナッティングが、メイン地区にイギリス軍の基地を築くというアイディアを持ってロンドンに到着した。1778年9月、ナッティングは北アメリカイギリス軍総司令官ヘンリー・クリントン中将への命令書を持ってニューヨーク市に向かった。その命令はペノブスコット川とセントクロワ川の間に植民地を作り、ペノブスコット川沿いに基地を設けるのを支援することとなっていた。この植民地をニューアイルランドと名付けたのはノックスのアイディアだった。しかし、ナッティングの乗った船はアメリカの私掠船に捕まえられ、ナッティングは命令書を捨ててしまわざるを得なくなったので、1778年にそのアイディアを実行することはできなくなった。

## イギリス軍の到着

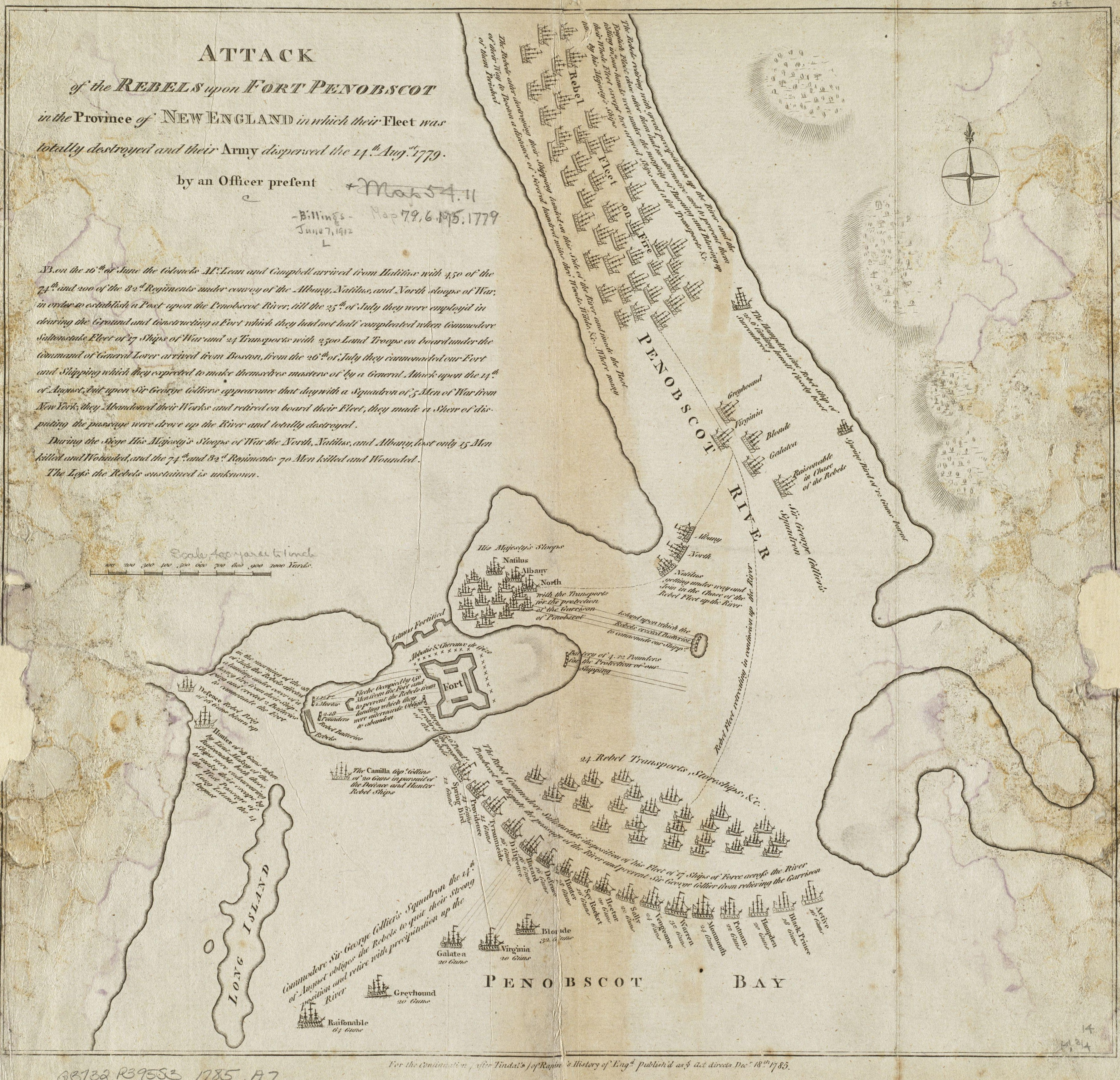
後の1785年に描かれた戦闘の様子を示す地図。左右が反対になっており、縮尺もあっていない

ナッティングは1779年1月にニューヨーク市に到着したが、クリントン将軍は他の伝令から命令書の写しを受け取っていた。クリントンは既にハリファックスを本拠にするフランシス・マクリーン将軍に遠征任務を任せていたので、ジャーメインの詳細な支持を持ってナッティングをハリファックスに行かせた。
マクリーン遠征隊は1779年5月30日にハリファックスを出航し、6月12日にペノブスコット湾に到着した。翌日、マクリーンと、海軍護衛艦隊の艦長であるアンドリュー・バークレイは、基地を建設するために適した場所を見つけた。6月16日、その部隊が当時マジャビッグワデュースと呼ばれていた半島（現在のカスティーン）に上陸を開始した。そこはバガデュース川河口とペノブスコット川に繋がる湾の突き出し部の間にあった。部隊の総勢は約700名だった。内訳は陸軍砲兵隊と工兵技師の50名、第74ハイランド歩兵連隊の450名、第82歩兵連隊（ハミルトン公）の200名だった。この部隊は半島に砦の建設を始めた。半島はペノブスコット湾に突き出し、内港に入る主要水路を見張る位置にあった。
ジョージ砦と呼ばれた主要構築物がこの小さな半島の中央にあり、砦の外に2つの砲台があって、この地域に唯一留まることになっていた艦船HMSオルバニーを援護することになっていた。湾の南、バガデュース川河口近くの島に3番目の砲台が築かれ、そこにオルバニーが停泊した。これらの建設に部隊は1か月を要したが、その頃にアメリカが対抗するための遠征隊を編成しているという噂が入って来た。アメリカ軍が到着するまでに防御に適したものに仕上げるために工事が加速された。オルバニーの艦長ヘンリー・モワットはマサチューセッツの政治に詳しく、その噂を極めて深刻に捉え、アメリカ艦隊がボストン港を出航したという噂に、防御を固めるために当初の護衛艦隊の一部だった艦船を残すようマクリーン将軍に進言した。護衛艦隊の艦船の幾らかは既に去っていたが、武装スループのノースとHMSノーティラスは出港前に命令が取り消された。

## アメリカ側の反応

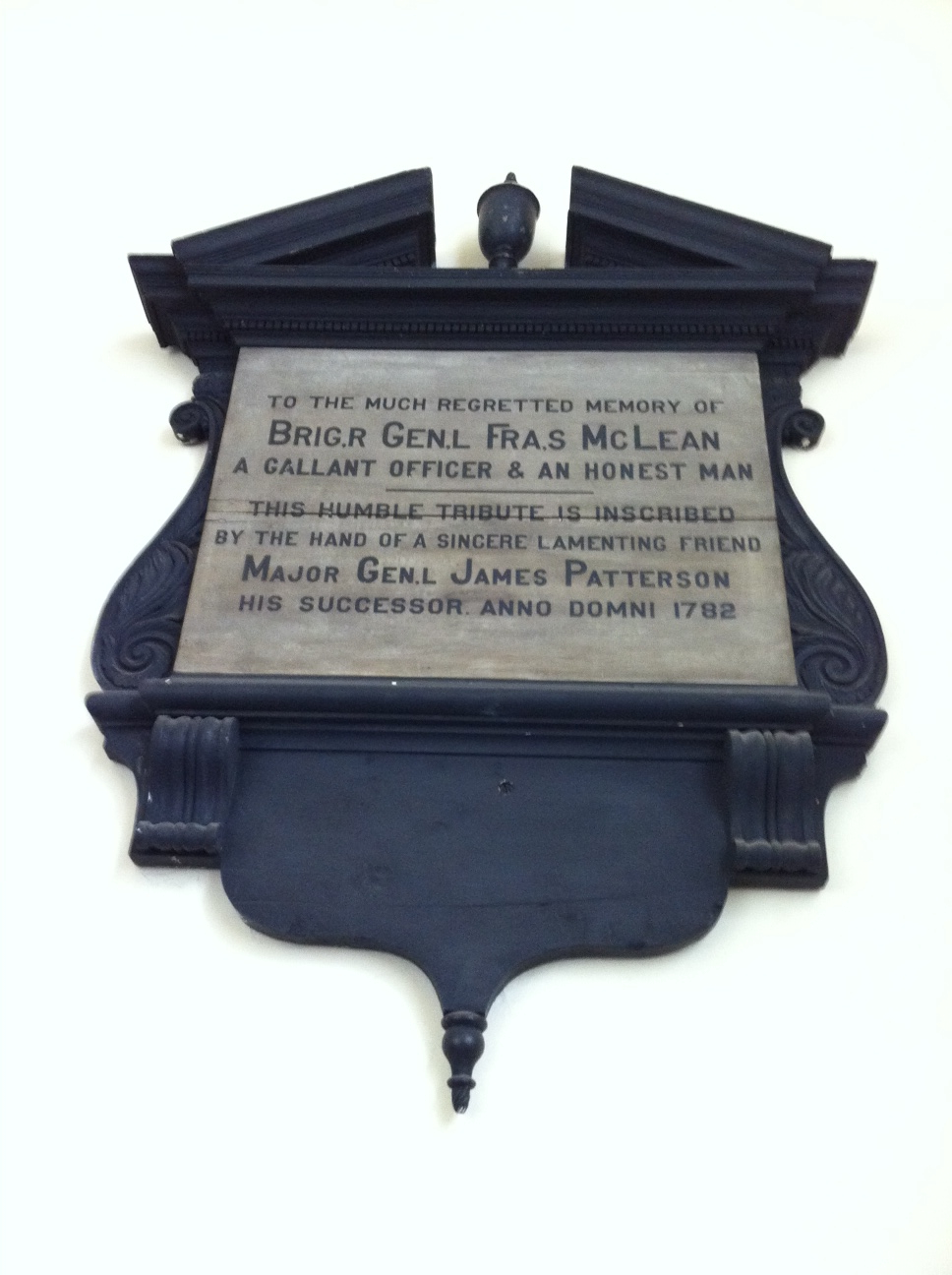
フランシス・マクリーンの墓碑銘、ノバスコシアのセントポール教会

イギリス軍がペノブスコット湾に砦を築いたという知らせがボストンのアメリカ当局に届いた時、急遽イギリス軍を追い出すための作戦が練られた。ペノブスコット川はペノブスコット族インディアンが支配する土地の入り口であり、概してイギリスの肩を持っていた。大陸会議は、砦がその河口に完成してしまえば、ペノブスコット族をアメリカの同盟側に引き込む可能性が全くなくなることを恐れた。マサチューセッツも戦後処理で競争相手にその土地の領有権を奪われてしまうことを恐れて突き動かされていた。
マサチューセッツは遠征隊を先導させるために、アメリカ海軍の3隻の戦闘艦、すなわち大砲12門搭載のスループ艦USSプロビデンス、同じく14門搭載のブリッグ艦USSディリジェント、同じく32門搭載のフリゲート艦プロビデンスの使用を大陸会議に請願した。必要と考える40隻以上の艦船は、ダドリー・ソルトンストール代将の指揮下にマサチューセッツ邦海軍の艦船と民間の船舶で構成した。マサチューセッツ当局は1,000名以上の民兵を動員し、6門の小さな野砲を獲得し、これらを陸戦隊としてソロモン・ラベル准将の指揮下に置いた。遠征隊は7月24日にボストン港を出港し、同日中にペノブスコット湾沖に到着した。

## 上陸
7月25日、アメリカ戦隊の中で大型の艦船9隻が、午後3時半から7時までイギリス艦隊の艦船と交戦した。この戦闘が行われている間に7隻のアメリカ船舶が上陸のために岸に近づいたが、敵の発砲で1隻に乗っていた同盟インディアン戦士の1人が殺されたときに引き返した。
7月26日、ラベルは大陸海兵隊の1隊を派遣してノーティラス島（バンクス島とも呼ばれた）のイギリス軍砲台を占領させることとした。一方で、民兵隊はバガデュースで上陸させようとした。海兵隊はその目的を達したが、民兵隊の方はイギリス軍の砲撃で先頭の船が転覆し、ダニエル・リトルフィールド少佐と隊員2名を溺れさせられ、引き返してきた。ラベル自身が率いた750名の部隊は上陸できて、常に砲火を浴びながら包囲戦のための工作物建設を始めた。7月27日、アメリカの砲兵隊がイギリス軍艦隊を3時間砲撃し、HMSオルバニーに乗っていた4名を負傷させた。

## 攻撃

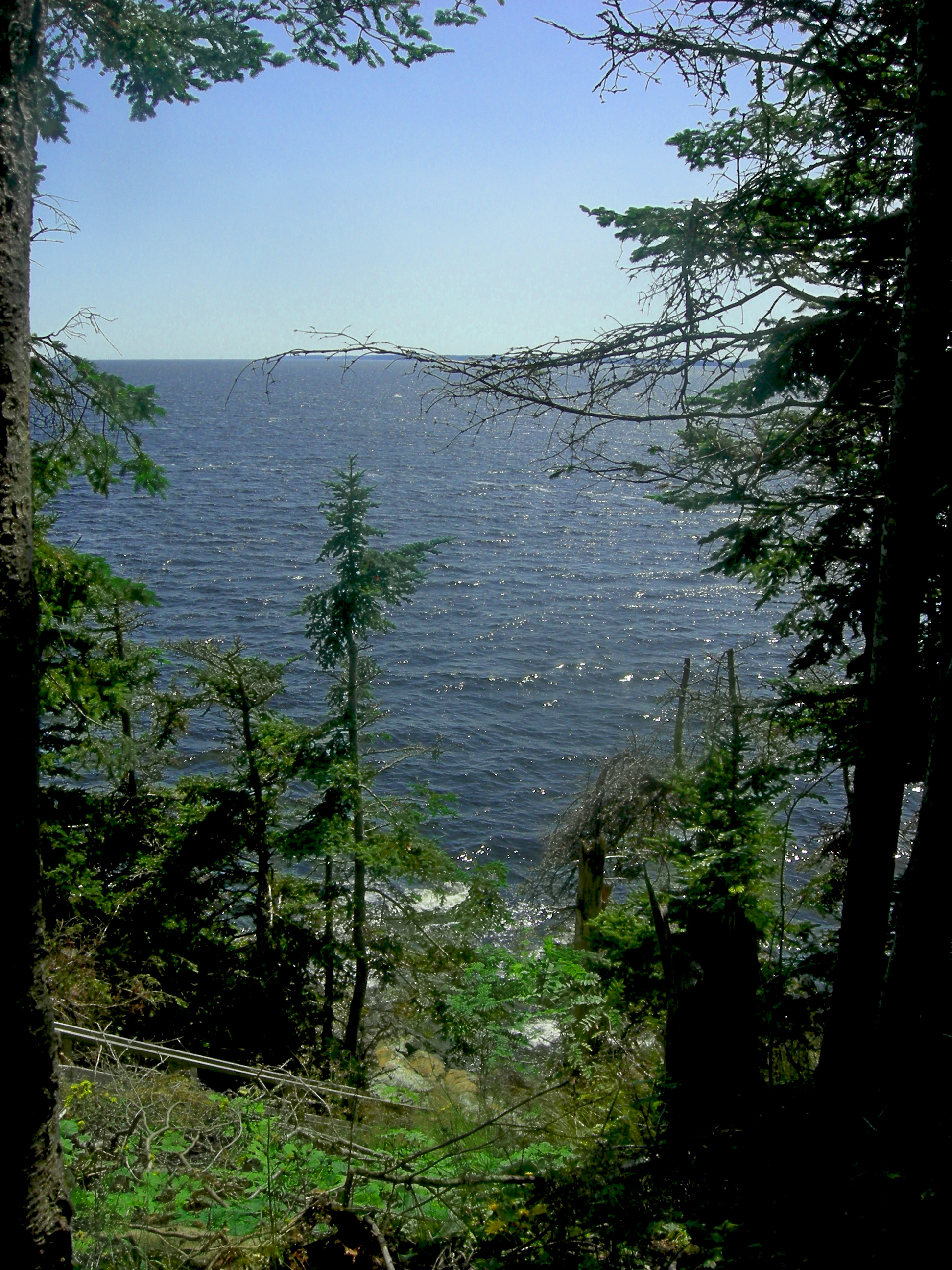
ダイスズヘッドから眺めるペノブスコット湾、この場所にアメリカ軍は7月28日の夜明け前に上陸した

7月28日夜明け前、マサチューセッツの艦船、タイラニサイド、ハンター、スカイロケットからの援護射撃の下で、ペレグ・ウォズワース准将の率いる襲撃隊400名（海兵隊200名と民兵200名）が、イギリス軍砦を占領する命令を受けて、半島の西端ダイスズヘッドに上陸した。この部隊は狭い浜辺で上陸し、砦に向かう険しい崖を進んだ。ジョン・ムーア中尉を含むイギリス軍の哨兵部隊が決死の抵抗を試みたが、砦からの援軍を得られなかったので、退却を強いられた。アメリカ軍は高台を占領するまで前進した。イギリス兵8名が捕虜になった。この時点でラベルは攻撃部隊に停止を命じ、そこに塹壕を掘らせた。砦を攻撃する代わりに、イギリス軍前線から100ロッド (500 m) 以内に砲台を築き、砦を降伏に追い込もうという判断だった。既にアメリカ軍の損失が大きかった。「上陸した400名のうち100名が負傷していた」と後に報告された。海兵隊の方が民兵よりも多くの損失を出していた。ソルトンストール代将はその海兵隊が蒙った損失に愕然としており、それ以上上陸させることを拒否し、さらには既に岸にある兵士を引き揚げさせると脅しまでした。

## 包囲戦

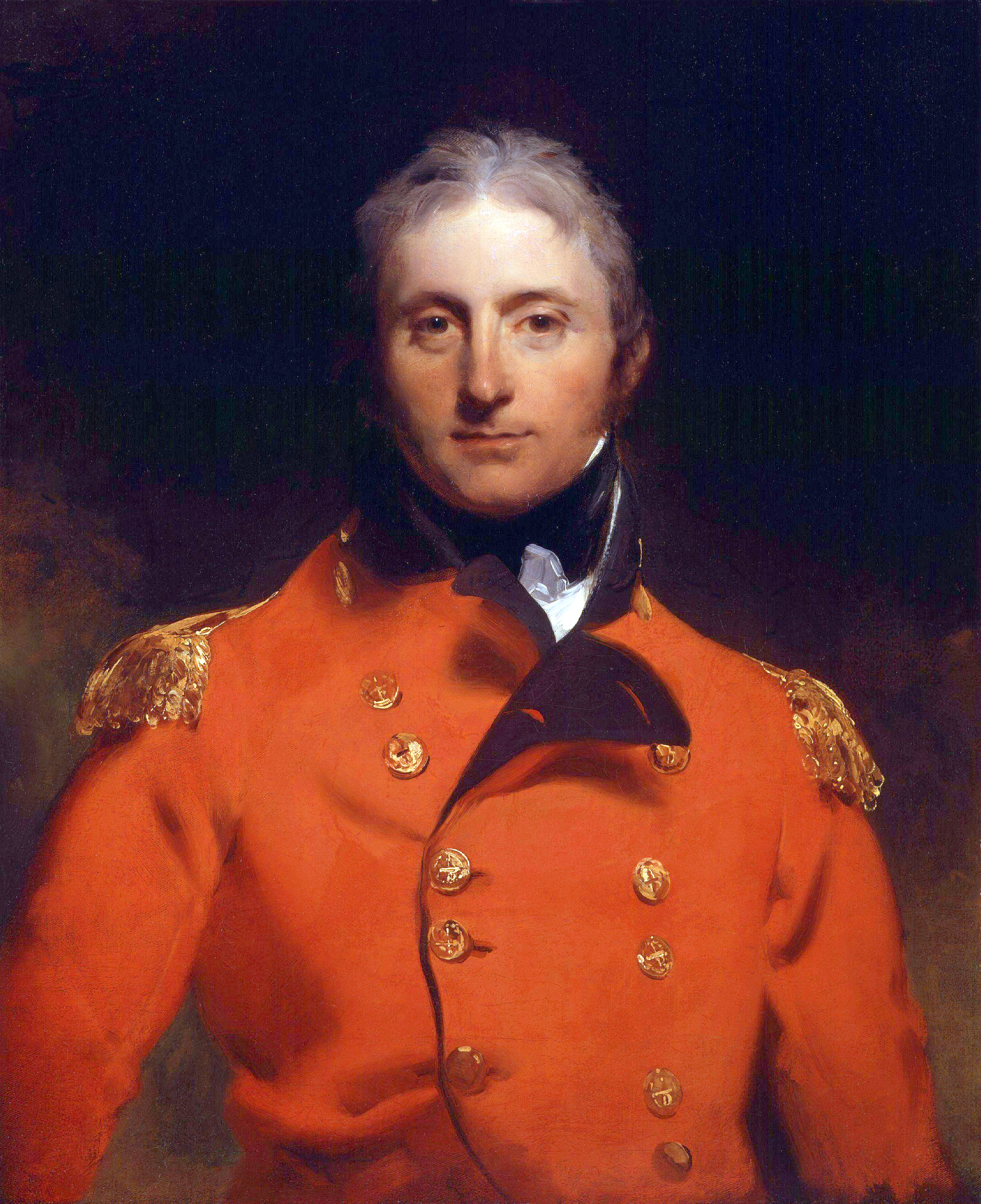
ジョン・ムーア、ハリファックスで任務に就き、アメリカ軍ペノブスコット遠征隊からニューアイルランドを守った

7月29日、1人のアメリカ兵が殺された。7月30日、終日両軍が砲撃を交わした。7月31日、現役任務にあったアメリカ軍水兵2名が砲弾で負傷した。8月1日、ラベルはジョージ砦に隣接するハーフ・ムーン砲台への夜襲を命令した。そこの大砲がアメリカ軍船舶に脅威を与えていた。アメリカ軍は午前2時に攻撃を始めた。サミュエル・マコブのリンカーン郡連隊で構成される中央部隊が攻撃したが、イギリス軍に反撃されるや逃亡した。左翼はトマス・カーンズ大尉と海兵の分遣隊であり、右翼は艦隊からの水兵だったが、どちらも前進を続け、砲台を急襲した。夜が明けた頃、砦の大砲が占領された砲台に向けて発砲を始め、イギリス兵分遣隊が突撃してハーフ・ムーン砲台を取り返し、アメリカ兵18名を捕虜にした。その損失は4名が不明、12名が負傷だった。
包囲戦は小戦闘を繰り返しながら続いた。8月2日、ファルマス出身の民兵ウィーラー・リッグスが、木に当たって跳ね返った敵の砲弾で戦死した。8月4日、軍医のジョン・カレフが交戦で数名が負傷したとその日誌に記していた。8月5日、アメリカ軍の同盟インディアン1名が戦死し、別の者1名が捕虜になった。8月7日、100名のアメリカ兵部隊が80名のイギリス兵と交戦したが、損失はアメリカ側で戦死1名、負傷1名であり、イギリス兵は負傷2名だった。

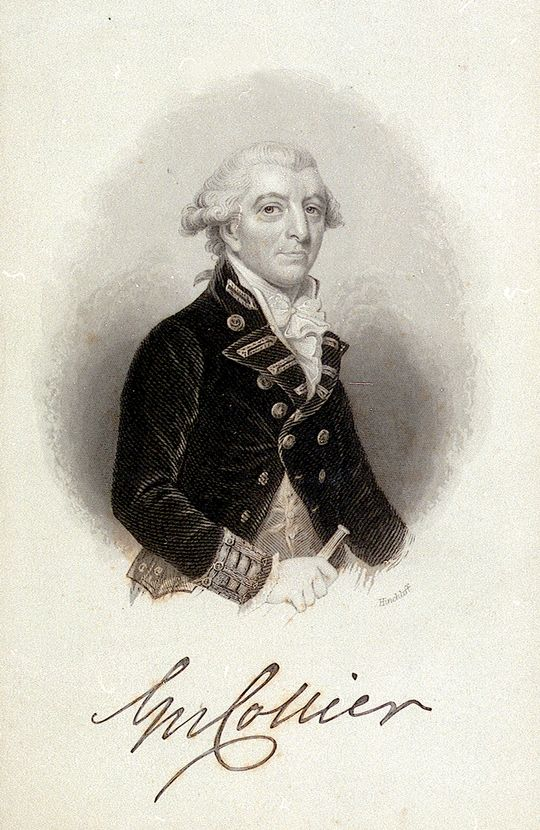
イギリス軍指揮官ジョージ・コリア、アメリカ艦隊を破壊した

この期間に、イギリス軍はその状況を伝え、援軍を要請する伝令を送ることができていた。8月3日、イギリス軍指揮官ジョージ・コリアは10隻の艦隊を率いてニューヨーク港を出港した。
8月11日、約250名のアメリカ軍民兵がその防御された宿営地から前進し、イギリス軍砦から約4分の1マイル (400 m) にある放棄されたばかりの砲台を占領した。その後は予想された通り、約55名のイギリス兵襲撃部隊が砦から出てきた。訓練の足りていないアメリカ兵が1回のみの一斉射撃でイギリス兵に13名の損失を出させ、砦に逃げ帰らせた。その後には武器や装備が全て残されていた。
翌8月12日、ソルトンストールが遂にイギリス軍砦に対する海軍の攻撃を始める決断をしたが、コリアの指揮するイギリス海軍救援艦隊が到着し、アメリカ軍の艦船を攻撃した。その後の2日間で、アメリカ艦隊はペノブスコット川上流に逃げ、これをコリア艦隊が追撃した。8月13日、アメリカ軍士官1人が敵の銃弾で負傷した。アメリカ海軍は逃亡する過程で幾つかの船舶を自沈させ、あるいは燃やし、残っていた船舶もバンゴーで破壊した。18世紀のバンゴーには古い水道工事を行った場所近くに早瀬があった。残った乗組員は陸路をボストンまで逃亡した。事実上食料も弾薬も無かった。

## 損失
この包囲戦の全過程で、デイビッド・スチュワート大佐は、イギリス軍守備隊の損失が戦死25名、負傷24名と報告した。スチュワートは不明や捕虜の数を報告していないが、アメリカ側に26名が捕虜になったことが分かっている。
アメリカ側は7月28日の攻撃で100名が戦死または負傷した以外に、12名が戦死、16名が負傷し、1名が捕虜になった。また8月4日に数名が負傷していた。これらを合わせると少なくとも130名が戦死または負傷したことになる。『ペノブスコットの歴史』では「我々の全体損失はおそらく150名を下回らない」としている。しかし、大混乱となった撤退で、戦死、負傷、捕虜、不明の総数は474名にまでなった。

## 戦いの後
アメリカの陸戦隊と海軍の間に協調が取れなかったことと、ソルトンストール代将がイギリス艦隊と交戦できなかったことについて査問委員会が開かれた。ソルトンストールはこの敗北の主要な責任者と宣言され、軍法会議に掛けられて有罪となり、軍務を解任された。この遠征で砲兵隊を指揮したポール・リビアは命令不服従と臆病さで告発された。その結果リビアは民兵隊から解任されたが、後にその容疑を晴らすことになった。撤退を統率して被害を最小限に食い止めたペレグ・ウォズワースは、軍法会議にも掛けられなかった。
イギリス軍は1783年のパリ条約の条件に従ってこの地域を明け渡し、ニューアイルランドを設立するという試みを放棄した。1812年に始まった米英戦争のとき、イギリス軍は再度この地域を占領し、ニューアイルランドと呼び、終戦時に再度撤退するまで海軍基地として使った。現在のメイン州の主にニューブランズウィック州との北東部境界については、1842年のウェブスター＝アッシュバートン条約でやっと決着を見た。メインはマサチューセッツ州の一部だったが、1820年にアメリカ合衆国23番目の州に昇格した。

## 遺産
1972年、メイン海事大学とマサチューセッツ工科大学が、アメリカ艦隊に属していた私掠船ディフェンスの残骸を調査し、発見した。自沈された船の残骸はバンゴーのジョシュア・チェンバレン橋の下や、バンゴー波止場の下でも発見され、幾つかの品が回収された。1986年に州間高速道路395号線の橋のコンクリート製ケーソンを建設中には、砲弾も発見されたという報告があった。
ジョージ砦の工作物は現在もカスティーンのペノブスコット川河口にあり、19世紀にはアメリカ人がコンクリート製の構造を付け足した。この遠征の砲弾や大砲などの証拠は、2000年から2001年に行われた考古学調査で突きとめられている。

## 関連図書
- Bernard Cornwell, The Fort, HarperCollins, 2010.  An historical novel depicting the Penobscot Expedition, with a non-fiction "Historical Note" (pp. 451-468) on sources and key details.
- Thesis - Penobscot Expedition